# Dlouhá Stráň
Dlouhá Stráň (in tedesco Langenberg) è un comune della Repubblica Ceca facente parte del distretto di Bruntál, nella regione della Moravia-Slesia.